# Nephele comma
Nephele comma är en fjärilsart som beskrevs av Carl Heinrich Hopffer 1857. Nephele comma ingår i släktet Nephele och familjen svärmare. Inga underarter finns listade i Catalogue of Life.

## Bildgalleri

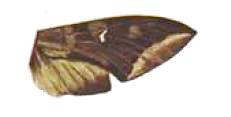